# Bombardeio em campo de refugiados na Nigéria em 2017
O bombardeio em campo de refugiados na Nigéria em 2017 foi um ataque aéreo ocorrido em 17 de janeiro de 2017. Foi realizado por um avião da Força Aérea da Nigéria, por engano, e atingiu um campo de refugiados perto da fronteira camaronesa em Rann, Borno, na Nigéria, confundindo-o com um acampamento de Boko Haram. O atentado deixou pelo menos 52 pessoas mortas, incluindo seis trabalhadores da Cruz Vermelha e deixou mais de 100 feridos.

## Incidente
De acordo com um diplomata ocidental que deu uma entrevista ao New York Times, sob condição de anonimato, os militares nigerianos tinham recebido informações de que as forças de Boko Haram estavam se preparando para um ataque a um alvo militar. O general de divisão Lucky Irabor, comandante da operação Lafiya Dole contra os rebeldes, admitiu na terça-feira em uma entrevista coletiva o erro cometido pela sua própria aviação. “Esta manhã recebemos um relatório sobre a reunião de terroristas do Boko Haram perto de Kala Balge. Coordenei e ordenei que o componente aéreo da operação devia ir e abordar o problema. O bombardeio ocorreu, mas infelizmente o resultado foi que havia civis na área e eles foram afetados. É inquietante, houve mortos e feridos”. O Comitê Internacional da Cruz Vermelha diz que nesta área há cerca de 25 000 deslocados internos pela violência do Boko Haram.